# Robert Wauchope (marino)
Robert Wauchope, (1788–1862) fue un almirante británico, inventor de la esfera de señales horarias, un dispositivo ideado para transmitir visualmente la hora exacta desde los observatorios astronómicos a los barcos en un determinado momento del día.

## Biografía
Wauchope era el quinto hijo de Andrew Wauchope (fallecido en 1823) originario de Niddrie-Marischall, Midlothian, Escocia; y de Alice Baird (fallecida en 1814), hija de William Baird de Newbyth.
Ingresó en la Marina Real británica en 1802, alcanzando el cargo de comisionado en 1808. Sirvió en las Guerras Napoleónicas, incluyendo su actuación como lugarteniente del capitán Samuel Pym en el desastroso ataque a las islas Mauricio en agosto de 1810. Después de la destrucción de su barco, el Magicienne, Wauchope logró alcanzar en una chalupa la isla Reunión (situada a 140 millas de distancia), advirtiendo de la situación al comodoro Josias Rowley. Incorporado a las fuerzas de Rowley, participó a las órdenes del almirante Albemarle Bertie en la captura de las islas Mauricio en diciembre de 1810.
Fue ascendido a capitán en 1814, asignándosele el mando del HMS Eurydice. Visitó en 1816 a Napoleón durante su exilio en la isla de Santa Helena, permaneciendo durante los tres años siguientes en misiones entre la Colonia del Cabo y la isla de Santa Helena.
En 1819 declaró su fe luterana como "renacido del Espíritu Santo" y manifestó públicamente su desaprobación de la situación personal del almirante Robert Plampin, por "vivir abiertamente con una amante a la que mantenía". Estas críticas a su superior hicieron que permaneciera sancionado a media paga durante cuatro años.
Se casó en 1822 con Anne Carnegie, cuarta hija de Sir David Carnegie. Se estableció primero en Easter Duddingston, Midlothian y más tarde en Moorhouse Hall, en Cumberland. Su único hijo murió siendo un niño en 1844.
En 1834, su cuñado el almirante Patrick Campbell, le ofreció ser el capitán de bandera de su flota. Wauchope aceptó, pero con la condición de que no se permitiera ninguna prostituta a bordo del barco. Su insistencia en este asunto hizo que fuese convocado ante el Primer Lord del Mar, Sir Thomas Hardy, quien le ordenó dimitir del cargo. Wauchope argumentó ante Sir Thomas con citas bíblicas, como: "Está escrito que las prostitutas no entrarán en el reino de los cielos", y apeló ante Sir James Graham, Primer Lord del Almirantazgo. Finalmente, se le permitió tomar el mando del HMS Thalia en junio de 1834, siendo destinado de nuevo a la Colonia del Cabo, donde se convirtió en amigo íntimo del célebre astrónomo John Herschel.
En los años 1836 y 1837 patrulló las aguas de África Occidental para interceptar barcos de esclavos. Su carrera naval activa finalizó en 1838, cuando regresó a Inglaterra.
Se retiró a Dacre Lodge, en Cumberland. En 1849 fue promovido a contralmirante, en 1856 a vicealmirante y en 1861, un año antes de su muerte, a Almirante del Océano. En aquel año publicó un panfleto anti-Darwiniano, titulado "Proofs of the Possible Cause and Recent Date of the Boulder Drift, Connecting it with the Post Tertiary Period and Noachian Deluge," (Pruebas de la Causa Posible y Fecha Reciente de la Inundación Universal, Conectándolo con el Periodo Post Terciario y el Diluvio de Noé), y escribió sus memorias, "A Short Narrative" (Una Narración Breve), para la instrucción de su sobrino mayor, Andrew Gilbert Wauchope.
Está enterrado en Dacre Churchyard, Penrith, Cumbria, Inglaterra, bajo una inusual tumba triangular con sección en cruz.

## Esfera de señales horarias
En aquella época era esencial para el cálculo de la longitud geográfica que el cronómetro marino de un barco fuera muy preciso, pero la determinación precisa de la hora para asegurar su exactitud solo podía realizarse apropiadamente en observatorios astronómicos. En 1818 Wauchope se interesó en el desarrollo de un método para mostrar a los barcos la hora exacta desde un observatorio, de modo que los cronómetros de a bordo pudieran ser ajustados.
Remitió al Almirantazgo su Plan para constatar la indicación de los cronómetros mediante una señal, en el que describía la "esfera de señales horarias", una gran esfera metálica hueca insertada en un mástil y sujetada por un mecanismo, de modo que pudiera dejarse caer en un instante exacto cada día. En 1829 se realizó una prueba de su dispositivo en Portsmouth, en la costa del sur de Inglaterra, sede de la Real Academia Naval; en 1833 ya se había instalado una esfera en Greenwich, y en 1836 una segunda en Liverpool y otra en Edimburgo. Wauchope facilitó su diseño a legaciones americanas y francesas durante sus visitas a Inglaterra; y el Observatorio Naval de los Estados Unidos (Washington D. C.) puso en servicio la primera esfera de señales horarias de América en 1845.
En la época de la muerte de Wauchope, las esferas de señales horarias eran utilizadas en los cinco continentes. A pesar de que quedaron obsoletas con la introducción de las señales horarias radiofónicas, todavía se conservanen en algunos Observatorios Reales, como en Greenwich, Ciudad del Cabo, el Observatorio de Sídney, en Lyttelton (Nueva Zelanda), sobre el monumento de Nelson en Calton Hill en Edimburgo, o en la ciudad inglesa de Deal.